# Billeberga
Billeberga is een plaats in de gemeente Svalöv in Skåne de zuidelijkste provincie van Zweden. De plaats heeft 948 inwoners (2005) en een oppervlakte van 105 hectare.

## Verkeer en vervoer
Bij de plaats lopen de Riksväg 17 en Länsväg 110.
De plaats heeft een station aan de spoorlijn Rååbanan.